# Jean Dasté
Pour les articles homonymes, voir Famille Dasté.
Jean Dasté, né Jean Georges Gustave Dasté le 18 août 1904 dans le 10e arrondissement de Paris et mort le 15 octobre 1994 à Saint-Priest-en-Jarez, est un acteur, metteur en scène et directeur de théâtre français. Il a été un trait d'union original entre Jean Vigo, la Nouvelle Vague, Alain Resnais et François Truffaut. Il a aussi été une figure importante de la décentralisation théâtrale.

## Biographie

### Origines et jeunesse
Jean Dasté est initié au théâtre par sa mère. Jacques Copeau, dont il épousera la fille, Marie-Hélène, le prend comme élève à l'école du Vieux-Colombier en 1922. Il suit son maître en Bourgogne, où le « groupe des Copiaux » joue de 1924 à 1929, première tentative de décentralisation théâtrale. Après la dissolution de la troupe, les anciens Copiaux retrouvent Paris en 1931 pour former la « Compagnie des Quinze », dirigée durant deux ans par Michel Saint-Denis. Traversant une période de doute et sur le point de renoncer au théâtre, Jean Dasté rencontre Maurice Jacquemont et André Barsacq avec qui il fonde la « Compagnie des Quatre-Saisons » (1937). Souhaitant faire sortir le théâtre des salles pour retrouver l'esprit des bateleurs, Dasté monte Le Médecin volant sur le Pont-Neuf, Les Fourberies de Scapin sous la Tour Eiffel. Il travaillera plus tard à l'Atelier d'André Barsacq (1940-1944).
Il est membre du groupe Octobre, troupe de théâtre politique qui évolue autour de Jacques Prévert de 1932 à 1936.

### Carrière
C'est Jean Renoir qui le fait débuter au cinéma en 1932 dans Boudu sauvé des eaux. Mais Jean Vigo lui donne ses lettres de noblesse en le faisant jouer dans Zéro de conduite (1933) et surtout dans L'Atalante (1934). Aux côtés de Michel Simon et de Dita Parlo, il y est un peu en retrait, mais campe un marinier émouvant. Après la mort de Vigo (1934), il tourne avec Renoir dans Le Crime de Monsieur Lange (1936), La vie est à nous (1936) et La Grande Illusion (1937). Il participera quelques années plus tard à Remorques de Jean Grémillon et à Adieu Léonard de Pierre Prévert.
Durant la Seconde Guerre mondiale, Jean Dasté fonde son « Théâtre de la Saison-Nouvelle ». Soutenu par Jeanne Laurent, directrice des spectacles et de la musique au Ministère de l'éducation, il est appelé en 1945 par Georges Blanchon à Grenoble pour créer la « Compagnie des comédiens de Grenoble », entouré de Tonia Cariffa, Hubert Deschamps, Jacques Lecoq et Julien Verdier. Cet événement marque les débuts "officiels" de la décentralisation théâtrale. Ne pouvant obtenir de subvention municipale, la compagnie est dissoute en 1947. Jean Dasté fonde alors à Saint-Étienne le centre dramatique de la Cité des mineurs (actuellement Comédie de Saint-Étienne), coopérative ouvrière d'intérêt public régional. Comédiens et techniciens réunis autour de lui sillonnent les routes de campagne de la région stéphanoise pendant près de dix ans. La troupe parvient à attirer un public populaire, qu'elle initie au répertoire des grands classiques français et étrangers : Molière, Beaumarchais, Shakespeare, Pirandello, Tchekhov, Lorca, Claudel, Sophocle. Dasté éprouve le besoin de présenter aussi des auteurs contemporains, Herbert Le Porrier, Yves Jamiaque, Audiberti, Michel Vinaver, Jean-Paul Sartre, Jean Lescure, tout en se livrant à des expériences sur le mime, le nô japonais et la tragédie grecque. En 1966 Armand Gatti vient mettre en scène son Homme seul.
En 1956, après le succès rencontré par la création du Cercle de craie caucasien de Brecht, Jean Dasté recentre son activité à Saint-Étienne. La troupe se scinde alors en deux équipes : Les Tréteaux, animés par André Lesage, sillonnent la campagne tandis que la Comédie plante son chapiteau. En 1962 elle s'installe dans la salle des Mutilés du travail qui peut accueillir un millier de spectateurs. Après dix ans de démarches, la maison de la culture de Saint-Étienne, gérée par un conseil d'administration, subventionnée par l'État et les collectivités locales, commence en 1969 à fonctionner dans un bâtiment appartenant à la ville. Par suite de divergences politiques avec la municipalité, Jean Dasté n'y dispose que d'une petite salle à laquelle il donne le nom de Copeau et démissionne l'année suivante de ses fonctions de directeur du Centre dramatique.
En 1963, après près de vingt ans d'absence du cinéma, Jean Dasté accepte, à la demande d'Alain Resnais, de jouer dans Muriel ou le Temps d'un retour, où il tient le rôle modeste mais impressionnant de l'homme à la chèvre, puis dans La guerre est finie (1966). François Truffaut, sûrement en partie en hommage à Vigo, lui donne un rôle important à ses côtés, dans L'Enfant sauvage (1969) et, plus tard, dans L'Homme qui aimait les femmes (1977). Mais c'est dans La Chambre verte (1978) qu'il interprète un personnage magnifique et inquiétant, Bernard Humbert, et là encore Truffaut lui donne personnellement la réplique. Il revient chez Resnais pour Mon oncle d'Amérique en 1980 et L'Amour à mort en 1984.
On peut remarquer aussi ses apparitions en 1969 dans Z de Costa-Gavras, en 1976 dans Le Corps de mon ennemi d'Henri Verneuil, en 1978 dans le Molière d'Ariane Mnouchkine, en 1980 dans Une semaine de vacances de Bertrand Tavernier, en 1989 dans Noce blanche de Jean-Claude Brisseau.
Enfin, hommage au deuxième degré, Suzanne Schiffman, assistante et scénariste de Truffaut le fait jouer dans son film Le Moine et la sorcière (1987), l'un de ses derniers rôles.
En 1962, il engage un jeune comédien juste sorti de l'école du  Centre Dramatique de l'Est, futur Théâtre National de Strasbourg ( groupe 5) Michel Dubois, qui devient aussi son premier assistant à la mise en scène, et qui par la suite sera directeur de la Comédie de Caen (CDN de Basse Normandie), succédant à Jo Tréhard (décédé en 1972) pendant 25 ans.

### Mort et hommages
Jean Dasté meurt à l'âge de 90 ans le 15 octobre 1994 à Saint-Priest-en-Jarez.
Sa mort provoquera une grande émotion à Saint-Étienne et dans le reste de la France, car au même titre que Jean Vilar, il était vu et reconnu comme une référence culturelle, d'autant plus qu'il était très écouté, et même consulté. « Il a ouvert une brèche dans laquelle se sont engouffrés Jean Vilar, Hubert Gignoux, puis Roger Planchon, Michel Dubois et Ariane Mnouchkine. Sans lui, le monde du théâtre en France n'aurait pas la même apparence », observe Le Monde au lendemain de sa disparition.
Il est inhumé au cimetière de L'Horme (Loire).
Un théâtre et un collège portent désormais son nom à Saint-Étienne.

## Filmographie
- 1932 : Boudu sauvé des eaux de Jean Renoir : L'étudiant
- 1933 : Zéro de conduite de Jean Vigo : Surveillant Huguet
- 1934 : L'Atalante de Jean Vigo : Jean
- 1936 : Sous les yeux d'occident de Marc Allégret : Georges
- 1936 : Le Crime de Monsieur Lange de Jean Renoir : le maquettiste
- 1936 : La Vie est à nous (collectif) : L'instituteur
- 1937 : La Grande Illusion de Jean Renoir: le professeur
- 1938 : Le Temps des cerises de Jean-Paul Le Chanois : Le fils du directeur
- 1941 : Remorques de Jean Grémillon : Le radio
- 1942 : Croisières sidérales d'André Zwoboda : Pépin
- 1943 : Picpus de Richard Pottier : Le clerc
- 1943 : Une étoile au soleil d'André Zwoboda
- 1943 : Adieu Léonard de Pierre Prévert : Le raccommodeur de porcelaine
- 1945 : La Grande Meute de Jean de Limur : L'huissier
- 1945 : Le Mystère Saint-Val de René Le Hénaff : L'huissier
- 1963 : Muriel, ou le Temps d'un retour d'Alain Resnais : L'homme à la chèvre
- 1964 : Cinéastes de notre temps : Jean Vigo de Jacques Rozier : lui-même
- 1965 : Le Ciel sur la tête d'Yves Ciampi : M. Bazin
- 1966 : La Guerre est finie d'Alain Resnais : Le chef du réseau clandestin
- 1966 : Le Trompette de la Bérésina de Jean-Paul Carrère : Le roi des gitans (TV)
- 1969 : Z de Costa-Gavras : Illya Coste
- 1970 : L'Enfant sauvage de François Truffaut : Professeur Philippe Pinel
- 1972 : Beau masque de Bernard Paul : Cuvrot
- 1974 : Les Jours gris d'Iradj Azimi : Le vieil homme
- 1975 : Les Prétendants de Madame Berrou  de Hervé Baslé : Le vieux au lapin (TV)
- 1975 : Mourir pour Copernic de Bernard Sobel : Faust (TV)
- 1976 : Le Petit Marcel de Jacques Fansten : Berger
- 1976 : Le Corps de mon ennemi d'Henri Verneuil : Le gardien du chantier
- 1977 : L'Homme qui aimait les femmes de François Truffaut : Docteur Bicard
- 1978 : La Chambre verte de François Truffaut : Bernard Humbert
- 1978 : Utopia d'Iradj Azimi : Jean
- 1978 : Molière d'Ariane Mnouchkine : Le Grand-Père
- 1978 : La Tortue sur le dos de Luc Béraud : le malade hargneux
- 1978 : L'inspecteur mène l'enquête, épisode Derrière le mur : Jean Janin
- 1979 : Pourquoi Patricia? de Guy Jorré : M. Folco (TV)
- 1979 : Rue du Pied de Grue de Jean-Jacques Grand-Jouan : Tonton
- 1980 : Mon oncle d'Amérique d'Alain Resnais : M. Louis
- 1980 : Une semaine de vacances de Bertrand Tavernier : Le père de Laurence
- 1980 : L'Enfant dans le corridor de Jacques Tréfouël : Léon âgé (TV)
- 1981 : Molière, ou la vie d'un honnête homme d'Ariane Mnouchkine : le grand-père de Molieres (feuilleton TV)
- 1981 : La Ville noire de Jacques Tréfouël : Audebert(TV)
- 1982 : Le Crime d'amour de Guy Gilles : L'homme de l'asile
- 1983 : Les Îles d'Iradj Azimi : Jean
- 1984 : Sortie interdite de Patty Villiers : Marie-Antoinette (TV)
- 1984 : L'Amour à mort d'Alain Resnais : Docteur Rozier
- 1987 : Monsieur Benjamin de Marie-Hélène Rebois : Prosper(TV)
- 1987 : Le Moine et la sorcière de Suzanne Schiffman: Christophe
- 1987 : Nuit docile de Guy Gilles : Le chauffeur de taxi
- 1989 : Noce blanche de Jean-Claude Brisseau : Le concierge
- 1990 : Projections de Frédéric Compain : Le propriétaire de la salle de cinéma

## Théâtre

### Comédien
- 1931 : La Mauvaise Conduite d'après Plaute, Théâtre du Vieux-Colombier
- 1935 : Autour d'une mère d'après William Faulkner, mise en scène Jean-Louis Barrault, Théâtre de l'Atelier
- 1938 : Les 37 Sous de M. Montaudoin d'Eugène Labiche et Édouard Martin, mise en scène André Barsacq, Théâtre des Mathurins
- 1941 : Le Rendez-vous de Senlis de Jean Anouilh, mise en scène André Barsacq, Théâtre de l'Atelier
- 1941 : Vêtir ceux qui sont nus de Luigi Pirandello, mise en scène André Barsacq, Théâtre de l'Atelier
- 1941 : Eurydice de Jean Anouilh, mise en scène André Barsacq, Théâtre de l'Atelier
- 1942 : Snouck de Philippe Frey, mise en scène Roland Piétri et Claude Sainval, Comédie des Champs-Élysées
- 1942 : Sylvie et le fantôme d'Alfred Adam, mise en scène André Barsacq, Théâtre de l'Atelier
- 1945 : L'Agrippa ou la folle journée d'André Barsacq, mise en scène André Barsacq, Théâtre de l'Atelier
- 1949 : La Cagnotte d'Eugène Labiche, mise en scène René Lesage, Comédie de Saint-Étienne
- 1950 : Le Bal des voleurs de Jean Anouilh, mise en scène André Barsacq, Théâtre des Arts
- 1953 : Chacun sa vérité de Luigi Pirandello, mise en scène René Lesage, Comédie de Saint-Étienne
- 1954 : La Tempête de William Shakespeare, mise en scène John Blatchley, Comédie de Saint-Étienne
- 1955 : Chacun sa vérité de Luigi Pirandello, mise en scène René Lesage, Théâtre Hébertot
- 1956 : La Putain respectueuse de Jean-Paul Sartre, mise en scène Jean Dasté, Comédie de Saint-Étienne, Théâtre des Célestins
- 1956 : Le Bal des voleurs de Jean Anouilh, mise en scène Gérard Guillaumat, Comédie de Saint-Étienne, Théâtre des Célestins
- 1957 : Le Cercle de craie caucasien de Bertolt Brecht, mise en scène Jean Dasté, Comédie de Saint-Étienne
- 1960 : Oncle Vania d'Anton Tchekhov, mise en scène Gabriel Monnet, Comédie de Saint-Étienne, tournée
- 1962 : La Cruche cassée de Heinrich von Kleist, mise en scène Jean Dasté, Comédie de Saint-Étienne
- 1963 : Le Drame du Fukuryu Maru de Gabriel Cousin, mise en scène Jean Dasté et Jacques Lecoq, Comédie de Saint-Étienne
- 1966 : Un homme seul d'Armand Gatti, mise en scène de l'auteur, Comédie de Saint-Étienne
- 1967 : Les Derniers de Maxime Gorki, mise en scène Jean Dasté, Comédie de Saint-Étienne
- 1967 : Le Revizor de Nicolas Gogol, mise en scène Edmond Tamiz, Comédie de Saint-Étienne Théâtre de l'Est parisien
- 1968 : Le Dragon d'Evgueni Schwarz, mise en scène Antoine Vitez, Comédie de Saint-Étienne, Maison de la Culture de Grenoble, Maison de la Culture de Bourges
- 1969 : Le Médecin malgré lui de Molière, mise en scène Jean Dasté, Comédie de Saint-Étienne
- 1969 : Avoir de Julius Hay, mise en scène Pierre Vial, Comédie de Saint-Étienne
- 1972 : L'Avare de Molière, mise en scène René Jauneau, Comédie de Saint-Étienne
- 1979 : Récital Jean Dasté, conception Jean Dasté, Festival d'Avignon

### Metteur en scène
- 1945 : Noé d'André Obey, Grenoble
- 1948 : Le Baladin du monde occidental de John Millington Synge, Comédie de Saint-Étienne
- 1949 : Mesure pour mesure de William Shakespeare, Comédie de Saint-Étienne
- 1951 : Macbeth de William Shakespeare, Comédie de Saint-Étienne
- 1956 : La Putain respectueuse de Jean-Paul Sartre, Comédie de Saint-Étienne
- 1957 : Le Cercle de craie caucasien de Bertolt Brecht, Comédie de Saint-Étienne
- 1962 : La Charrue et les étoiles de Sean O'Casey, Comédie de Saint-Étienne, Théâtre Montparnasse
- 1962 : La Cruche cassée de Heinrich von Kleist, Comédie de Saint-Étienne
- 1963 : Le Drame du Fukuryu Maru de Gabriel Cousin, mise en scène avec Jacques Lecoq, Comédie de Saint-Étienne
- 1964 : Maître Puntila et son valet Matti de Bertolt Brecht, TNP[5]
- 1965 : Andorra de Max Frisch, mise en scène avec Michel Dubois, Comédie de Saint-Étienne
- 1967 : Les Derniers de Maxime Gorki, Comédie de Saint-Étienne
- 1969 : Le Médecin malgré lui de Molière, Comédie de Saint-Étienne
- 1970 : Le Général inconnu de René de Obaldia, Comédie de Saint-Étienne
- ? : Les Joueurs de Nicolas Gogol

## Publications
- Jean Dasté, Qui êtes-vous, Lyon, La Manufacture, 1987
- Le Théâtre, 1989
- Voyage d'un comédien, Éditions Stock, 1977
- Le Théâtre et le risque, 1992
- Pour que vive le théâtre, 2009 (parution posthume)